# Joseph-Beuys-Gesamtschule (Düsseldorf)
Die Joseph-Beuys-Gesamtschule ist eine Gesamtschule mit den Sekundarstufen I und II in Ganztagsform in Düsseldorf, Nordrhein-Westfalen. Die Schule wurde 1992 gegründet und trägt seit dem 28. September 2000 den Namen des Künstlers Joseph Beuys.

## Profil
Die Schule orientiert sich unter anderem an Beuys’ Theorie der Sozialen Plastik, in der jeder Einzelne gesellschaftsverändernd aktiv werden kann, sofern Gestaltungsfreiheit, in Verbindung mit Selbstbestimmung und Verantwortungsübernahme, möglich ist. Schüler, Eltern und Lehrer nutzen dabei gemeinsam den rechtlich gesicherten Freiraum zur Eigengestaltung.
An der Joseph-Beuys-Gesamtschule ist Darstellen und Gestalten viertes Hauptfach und damit gleichberechtigt neben Deutsch, Englisch und Mathematik.
Weitere Merkmale der Schule sind:
- Lehrer arbeiten im Klassenteammodell.
- Verleihung des „Gandhi-Preises für Zivilcourage und gewaltfreie Veränderung“ des Bildungswerks Umbruch
- eine der ersten Profiloberstufen in Nordrhein-Westfalen
- eine der ersten Schulen mit Wahlpflichtfach Darstellen und Gestalten in Nordrhein-Westfalen
- Streitschlichtermodell
- Bläserklasse
- Schulkleidung (eingeführt ab Schuljahr 08/09)

## Schülerunternehmen
Um wirtschaftliche Zusammenhänge kennenzulernen und dadurch unternehmerisches Denken und Handeln zu fördern, organisierte die Joseph-Beuys-Gesamtschule als erste Schule in Deutschland im September 2004 ihre Schülerunternehmen unter dem Dach einer Genossenschaft. Die Schülerunternehmen sind damit, nach Angaben der Schule, unabhängig von außerschulischen Interessenverbänden und arbeiten nicht mehr wie andere als Aktiengesellschaften oder in Abhängigkeit von Unternehmen oder Vereinen.
Vor diesem Schritt erhielten die Schülerunternehmen ihr Grundkapital über Aktien, die sie an Aktionäre verkaufen mussten, um somit möglichst hohe Gewinne im Laufe des Schuljahrs zu erwirtschaften. Das widersprach aber den Vorstellungen ihres Namensgebers Beuys. Der setzte sich politisch intensiv für alternative Wirtschaftsformen und für demokratische Gleichheit und selbst verantwortliches Handeln in allen Lebensbereichen ein.

## Preise
Die Schule verleiht, neben anderen Schulen, seit 1998 den „Gandhi-Preis für Zivilcourage und gewaltfreie Veränderung“, der vom Bildungswerk Umbruch in Dortmund gestiftet wird. Im Jahr 2005 errang die Schule den 2. Platz im Wettbewerb „Schulen gegen Gewalt“, den die Landeshauptstadt Düsseldorf an Schulen für deren innovative und nachhaltige Projekte zum Thema Gewaltprävention verleiht.